# 阿達米夫卡 (拉特涅區)
51°37′20″N 24°40′13″E / 51.62222°N 24.67028°E
阿達米夫卡（烏克蘭語：Адамівка），是烏克蘭的村落，位於該國西部沃倫州，由科韋利區負責管轄，面積0.75平方公里，海拔高度157米，2001年人口282，人口密度每平方公里378.02人。